# بريسيلا أن
بريسيلا أن (بالإنجليزية: Priscilla Ahn)‏ هي ملحنة ومغنية مؤلفة وكاتبة غنائية ومغنية وموسيقية أمريكية، ولدت في 9 مارس 1984 في فورت ستيوارت ‏ في الولايات المتحدة.

## وصلات خارجية
- الموقع الرسمي
- بريسيلا أن على موقع IMDb (الإنجليزية)
- بريسيلا أن على موقع ميوزك برينز (الإنجليزية)
- بريسيلا أن على موقع أول ميوزيك (الإنجليزية)
- بريسيلا أن على موقع ديسكوغز (الإنجليزية)